# Samoreau

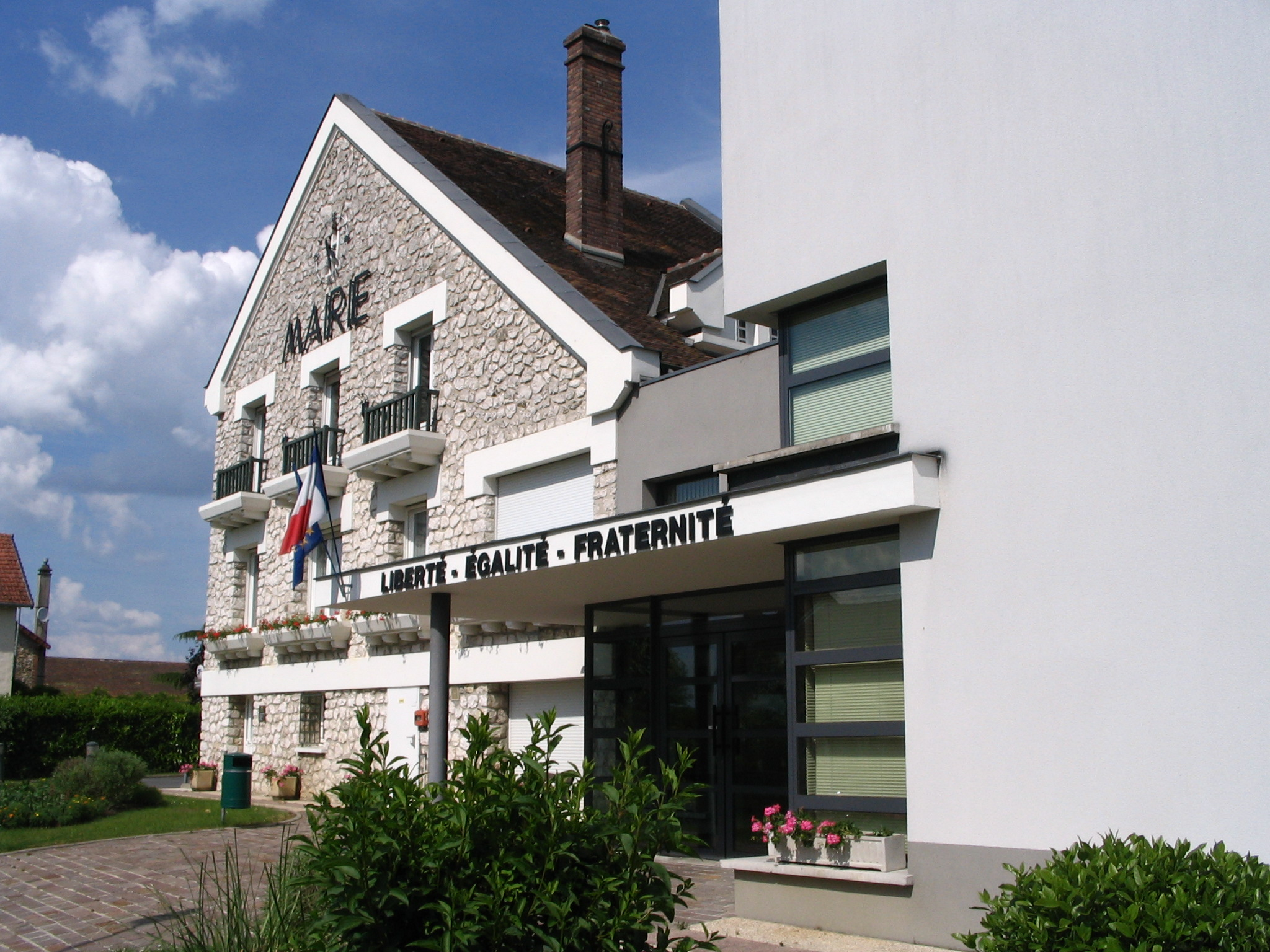
Dorpshal

Samoreau is een gemeente in het Franse departement Seine-et-Marne (regio Île-de-France) en telt 2268 inwoners (2005). De plaats maakt deel uit van het arrondissement Fontainebleau.

## Geografie
De oppervlakte van Samoreau bedraagt 5,7 km², de bevolkingsdichtheid is 397,9 inwoners per km².
De onderstaande kaart toont de ligging van Samoreau met de belangrijkste infrastructuur en aangrenzende gemeenten.

## Demografie
Onderstaande figuur toont het verloop van het inwonertal (bron: INSEE-tellingen).